# Рікардо Морріс (футболіст, 1992)
Рікардо Морріс (англ. Ricardo Morris, нар. 11 лютого 1992) — ямайський футболіст, півзахисник клубу «Портмор Юнайтед» та національної збірної Ямайки.

## Клубна кар'єра
У дорослому футболі дебютував 2011 року виступами за команду клубу «Портмор Юнайтед», в якій провів три сезони, взявши участь у 55 матчах чемпіонату.
Протягом 2014 року недовго захищав кольори клубу «Тампа-Бей Роудіс» в NASL, але наступного року повернувся на батьківщину, ставши гравцем «Монтего-Бей Юнайтед». Відіграв за команду з Монтего-Бей до кінця сезону.
До складу клубу «Портмор Юнайтед» приєднався влітку 2015 року. Відтоді встиг відіграти за команду з Портмора 38 матчів в національному чемпіонаті.

## Виступи за збірну
2014 року дебютував в офіційних матчах у складі національної збірної Ямайки.
У складі збірної був учасником розіграшу Золотого кубка КОНКАКАФ 2017 року у США.
Наразі провів у формі головної команди країни 5 матчів.

## Особисте життя
У березні 2010 року Морріс переніс операцію на серці.

## Титули і досягнення
- Срібний призер Золотого кубка КОНКАКАФ: 2017